# Love Me Mama
Love Me Mama — дебютний студійний альбом американського блюзового музиканта Лютера Еллісона, випущений лейблом Delmark в 1969 році. Цей альбом став першим і останнім для Еллісона на Delmark Records. В записі альбому взяв участь гітарист Джиммі Докінс.

## Список композицій
1. «Why I Love the Blues» (Лютер Еллісон) — 4:06
2. «Little Red Rooster» (Віллі Діксон) — 4:31
3. «4:00 in the Morning (Waiting on You)» (Б.Б. Кінг, Ван Моррісон) — 2:16
4. «You Done Lost Your Good Thing» [альтернативний запис] (Флойд, Джо Джосі, Б.Б. Кінг, Спайві) — 4:18*
5. «Five Long Years» (Едді Бойд) — 4:19
6. «Dust My Broom» (Елмор Джеймс, Роберт Джонсон) — 3:35
7. «Every Night About This Time» (Дейв Бартоломью, Фетс Доміно) — 4:01*
8. «Love Me Mama» (Б. Б. Кінг) — 3:58
9. «The Sky Is Crying» (Елмор Джеймс, Кларенс Льюїс, Морган Робінсон) — 5:38
10. «Help Me» (Ральф Басс, Сонні Бой Вільямсон) — 3:51
11. «You Done Lost Your Good Thing» (Флойд, Спайві) — 3:36
12. «Bloomington Closer» (Лютер Еллісон) — 7:23*
13. «Little Red Rooster» [альтернативний запис] (Віллі Діксон) — 5:21*
14. «Walking from Door to Door»  — 3:45*

## Учасники запису
- Лютер Еллісон — гітара, вокал
- Джиммі Докінс — гітара
- Джиммі Конлі — тенор-саксофон
- Роберт Елем — бас-гітара
- Боббі Девіс — ударні
- Боб Річі — ударні

Технічний персонал
- Роберт Кестер — продюсер
- Дейв Ентлер — інженер
- Збігнєв Ястжебскі — дизайн обкладинки
- Том Копі — фотографія